# Stephen Altman
Stephen William Altman (* 15. Oktober 1956) ist ein Szenenbildner.

## Leben
Altman ist der Sohn von Regisseur Robert Altman und dessen zweiter Frau Lotus Corelli. Bereits im Alter von fünf Jahren stand er in M.A.S.H. erstmals vor der Kamera. Er begann seine Karriere im Filmstab 1974 als Schnittassistent bei California Split und arbeitete 1978 als Assistent in der Außenrequisite beim Thriller Du wirst noch an mich denken von Alan Rudolph erstmals im Szenenbild. Er wirkte als Szenenbildner an einigen Regiearbeiten seines Vaters mit, darunter Prêt-à-Porter, Short Cuts und The Player. Gelegentlich arbeitete er auch als Produktionsassistent und Regieassistent.
Nur selten war er für das Fernsehen tätig; für sein Wirken als Artdirector beim Fernseh-Biopic Georgia O’Keeffe war er 2010 für einen Primetime Emmy nominiert. Für den Whodunit Gosford Park von Robert Altman war er gemeinsam mit Anna Pinnock 2002 für den Oscar in der Kategorie Bestes Szenenbild nominiert, die Auszeichnung ging in diesem Jahr jedoch an Moulin Rouge. Mit Gosford Park war er im selben Jahr auch für den BAFTA Film Award in der Kategorie Bestes Szenenbild nominiert, hier gewann Die fabelhafte Welt der Amélie.

## Filmografie (Auswahl)
- 1980: Popeye – Der Seemann mit dem harten Schlag (Popeye)
- 1984: Secret Honor
- 1985: Der Tag des Falken (Ladyhawke)
- 1985: Fool for Love
- 1987: Therapie zwecklos (Beyond Therapy)
- 1987: Near Dark – Die Nacht hat ihren Preis (Near Dark)
- 1992: The Player
- 1993: Short Cuts
- 1993: Tina – What’s Love Got to Do with It? (What’s Love Got to Do with It)
- 1994: Prêt-à-Porter
- 1996: Kansas City
- 1997: Ein Mann – ein Mord (Grosse Pointe Blank)
- 1998: The Gingerbread Man
- 1999: Cookie’s Fortune – Aufruhr in Holly Springs (Cookie’s Fortune)
- 2000: Dr. T and the Women
- 2001: Gosford Park
- 2004: Hawaii Crime Story (The Big Bounce)
- 2004: Ray
- 2005: The Sisters
- 2007: Hot Rod – Mit Vollgas durch die Hölle (Hot Rod)
- 2008: Immer noch Liebe! (Lovely, Still)
- 2012: Chronicle – Wozu bist Du fähig? (Chronicle)
- 2014: Draft Day
- 2014: Left Behind
- 2016: Sunday Horse – Ein Bund fürs Leben (A Sunday Horse)
- 2020: Capone

## Auszeichnungen (Auswahl)
- 2002: Oscar-Nominierung in der Kategorie Bestes Szenenbild für Gosford Park
- 2002: BAFTA-Film-Award-Nominierung in der Kategorie Bestes Szenenbild für Gosford Park